# René Beeh

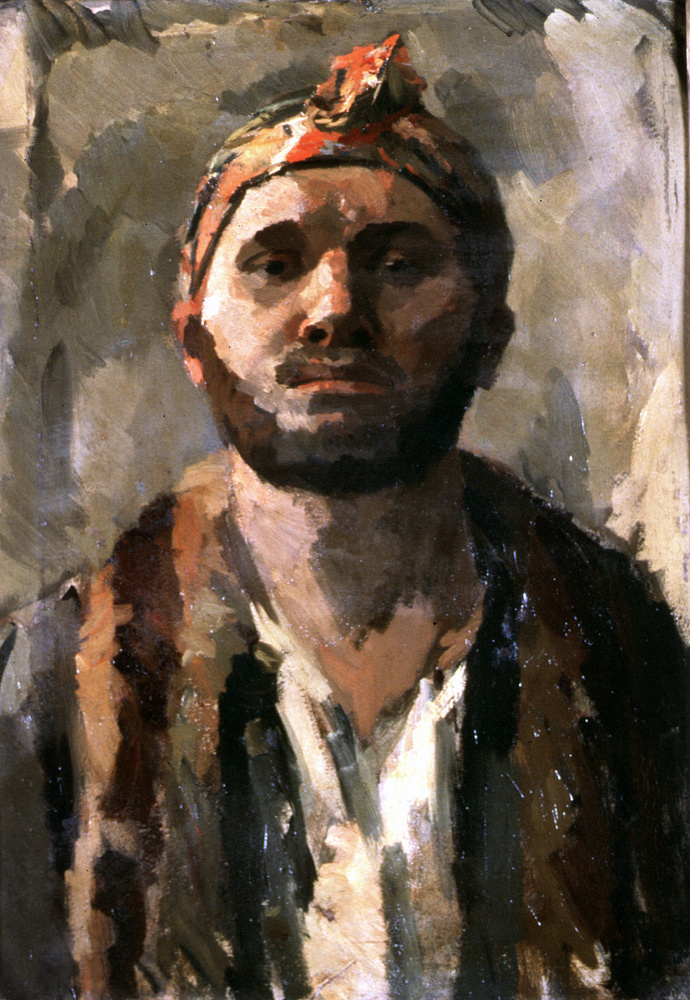
Selbstbildnis mit Turban (um 1912)

René Beeh (* 28. Februar 1886 in Straßburg; † 23. Januar 1922 ebenda) war ein deutscher Zeichner und Maler aus dem Elsass. Er genoss bei seinen Zeitgenossen hohes Ansehen und wurde vom Kunsthistoriker Wilhelm Hausenstein als „das kommende Genie“ bezeichnet. Durch seinen frühen Tod geriet er größtenteils in Vergessenheit.

## Leben und Werk
René Beeh wurde von 1900 bis 1905 an der Kunstschule in Straßburg unterrichtet, dann an der Akademie der bildenden Künste in München (Schülernummer 2936, eingetragen am 9. Mai 1905), in der Peter Halm, Hugo von Habermann und Franz von Stuck seine Lehrer waren. 1910 reiste er nach Französisch-Algerien, wo er bis 1911 blieb, bevor er durch Italien und die Provence reiste. 1914 veröffentlichte er eine Auswahl von Briefen aus Algerien sowie sechzig Zeichnungen unter dem Titel M’Barka Malerbriefe aus Algerien mit sechzig Zeichnungen
Während des Ersten Weltkrieges wurde Beeh als Landvermesser für die kaiserliche deutsche Armee an der Westfront in Belgien (am Ypernbogen) und Nordfrankreich eingezogen. Einige seiner Kriegszeichnungen wurden im Münchner Magazin Zeit-Echo veröffentlicht. Nach dem Krieg soll Beeh, der an Depressionen litt, einen Großteil seiner eigenen Arbeit zerstört haben. Er starb an einer schweren saisonalen Grippe im Alter von 36 Jahren.
Beeh war Mitglied der Neuen Münchner Secession. Er war auch mit mehreren Mitgliedern der Straßburger Malergruppe „Groupe de Mai“ befreundet.
1914 illustrierte Beeh ein Buch zum 100. Geburtstag von Gottfried Keller und 1919–1920 den Roman Inferno von August Strindberg.  Er illustrierte zudem die Die schwarze Spinne von Jeremias Gotthelf (Ausgabe von 1918) und wirkte zusammen mit Paul Klee, Heinrich Campendonk und Alfred Kubin an den Münchner Blättern für Dichtung und Graphik mit.
Bilder Beehs galten den Nationalsozialisten als „entartet“, und 1937 wurde eine Anzahl davon im Rahmen der deutschlandweiten konzertierten Aktion „Entartete Kunst“ nachweislich aus dem Schlesischen Museum der Bildenden Künste in Breslau, der Kunstsammlung der Stadt Düsseldorf, dem Museum Folkwang Essen, dem Städelschen Kunstinstitut, dem Pfälzischen Gewerbemuseum Kaiserslautern, dem Museum Behnhaus Lübeck, der Städtischen Kunsthalle Mannheim, der Staatlichen Graphischen Sammlung München, der Städtischen Bildergalerie Wuppertal-Elberfeld, der Anhaltinischen Gemäldegalerie Dessau, dem Kestner-Museum Hannover und dem Kaiser-Friedrich Museum Magdeburg beschlagnahmt, darunter die kriegskritischen Lithographien der Mappen „1914“, „Strindberg Inferno“ und „Kriegsbilderbogen Münchner Künstler“.

### Gemälde „La Révolution“

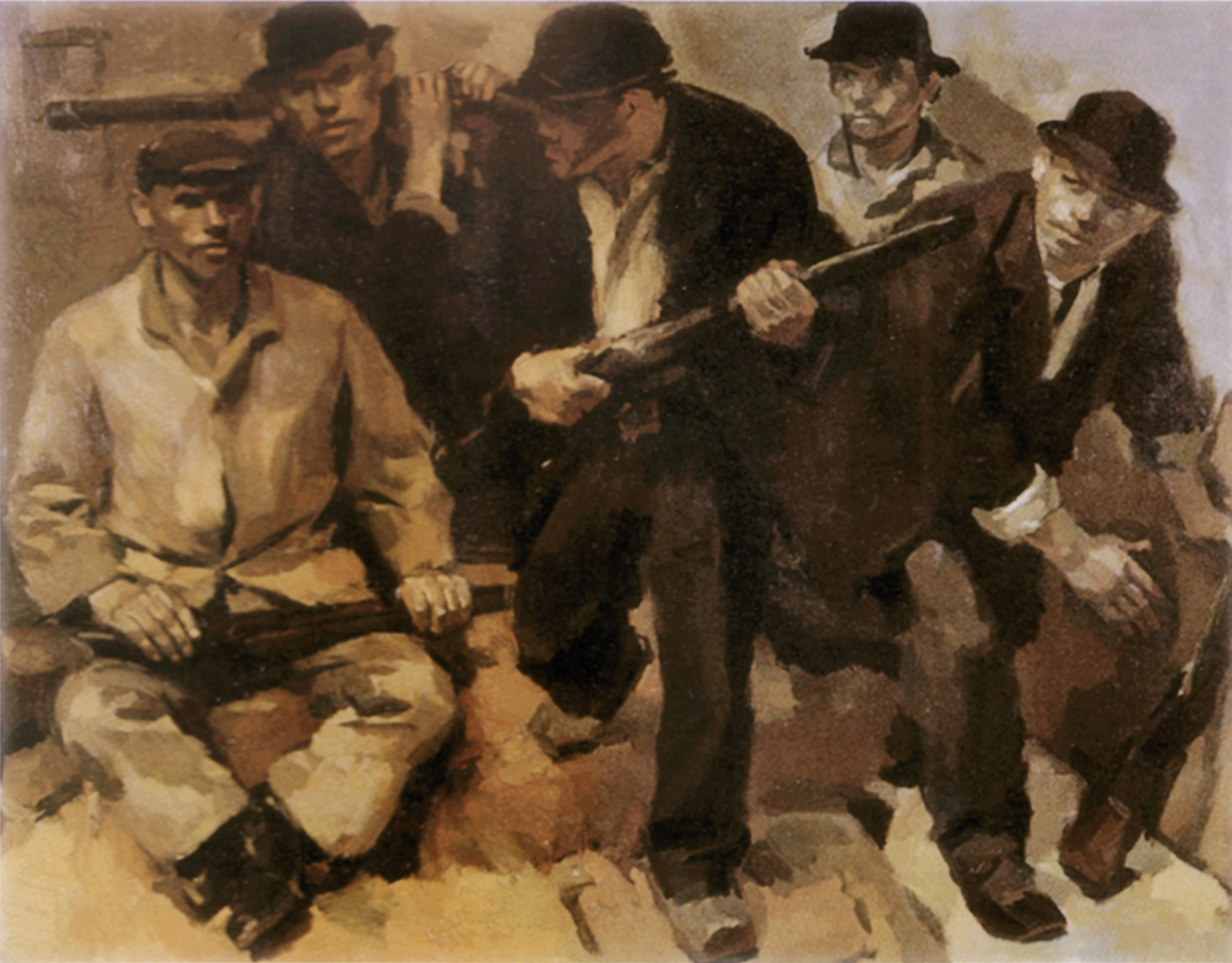
René Beeh, La Revolution (1918/19)

Das bedeutendste erhaltene Werk des Künstlers ist das große Gemälde La Révolution (Die Revolution, Öl auf Leinwand, 120,5 cm × 156,5 cm, gemalt 1918–1919), eine bedrohliche Darstellung der Ereignisse von November 1918 in Straßburg, gemalt nur in Ocker- und Brauntönen. Das Gemälde zeigt eine kleine Gruppe von Männern aus nächster Nähe, die nach Gewehren greifen, scheinbar bereit zu einem Angriff. Doch anstatt auf den Betrachter zuzustürmen, blicken sie auf eine Gestalt in Arbeitskleidung, die mit einem unergründlichen Ausdruck regungslos sitzt. Die Handlung scheint eingefroren und es wirkt, als wäre die Zeit in dem Moment unterbrochen, in dem die Gewalt ausbricht.

## Nachwirken
Im Jahr 2008 organisierte das Musée historique in Haguenau die erste Ausstellung seiner Werke in Frankreich. Im Besitz des Museums für moderne und zeitgenössische Kunst Straßburg befinden sich 98 Werke Beehs (Stand: 1. Januar 2016): 54 Drucke, 36 Zeichnungen und 8 Gemälde, darunter zwei Selbstporträts, ein Porträt des Vaters und der Schwester des Künstlers sowie La Révolution.  Das Los Angeles County Museum of Art besitzt derzeit 83, das Museum of Modern Art in New York 27 Zeichnungen und Drucke des Künstlers.

## Publikationen
- M’Barka. Malerbriefe aus Algerien mit sechzig Zeichnungen. München 1914.
- Zeichnungen, Briefe, Bilder. München 1922.